# ویلی فانیتسن
ویلی فانیتسن (انگلیسی: Willy Vannitsen; ۸ فوریهٔ ۱۹۳۵ – ۱۹ اوت ۲۰۰۱) دوچرخه‌سوار اهل بلژیک بود.